# Antonio Cairoli
Pour les articles homonymes, voir Cairoli.
Antonio Cairoli, né le 23 septembre 1985 à Patti en Sicile, est un pilote de motocross italien. Il est neuf fois champion du monde de motocross et deuxième pilote le plus titrés de la discipline derrière Stefan Everts.

## Carrière
- 1999 : Championnat d'Italie de motocross Cadet 125 cm3 (3e)
- 2000 : Championnat d'Italie de motocross 85 cm3 (8e)
  - Championnat d'Italie de motocross Cadet 125 cm3 (3e)
- 2001 : Championnat d'Italie de motocross Cadet 125 cm3 (Champion)
- 2002 : Championnat d'Italie de motocross Junior 125 cm3 (Champion)
- 2003 : Championnat d'Italie de motocross 125 cm3 (8e)
- 2004 : MX2 (3e)
  - Championnat d'Italie de motocross 125 cm3 (4e)
  - Motocross des nations (12e)
- 2005 : MX2 (Champion)
  - Championnat d'Italie de motocross 125 cm3 (2e)
  - Motocross des nations (13e)
- 2006 : MX2 (2e)
  - Championnat d'Europe de Supercross (Champion)
  - Championnat d'Italie de motocross MX2 (Champion)
  - Motocross des nations (4e)
- 2007 : MX2 (Champion)
  - Championnat d'Europe de Supercross (Champion)
  - Championnat d'Italie de motocross MX2 (Champion)
  - Motocross des nations (4e)
- 2008 : MX2 (6e)
- 2009 : MX1 (Champion)
  - Championnat d'Italie de motocross MX1 (2e)
  - Motocross des nations (7e)
- 2010 : MX1 (Champion)
- 2011 : MX1 (Champion)
- 2012 : MX1 (Champion)
- 2013 : MX1 (Champion)
  - Motocross des nations: (3e - Fini premier aux 2 manches)
- 2014 : MXGP (Champion)
- 2015 : MXGP (7e)
- 2016 : MXGP (2e)
- 2017 : MXGP (Champion)
- 2018 : MXGP (2e)
- 2019 : MXGP (10e)
- 2020 : MXGP (3e)

Grands prix gagnés : 94
- MX2 : 24
- MX1 : 39
- MXGP : 31

## Distinction
- Collare d'oro al merito sportivo